# Sfingozyna
Sfingozyna – organiczny związek chemiczny, nienasycony aminoalkohol z jednym wiązaniem podwójnym. Pochodne sfingozyny – sfingolipidy – są składnikami błon komórkowych. Składnik lipidów złożonych takich jak glikosfingolipidy oraz fosfosfingolipidy.